# 涙のむこうにラブゴール
『涙のむこうにラブゴール』（なみだのむこうにラブゴール）は、八木ちあきによる日本の漫画作品。

## 概要
『なかよし』（講談社）において、1985年から1986年まで連載された。

## 書誌情報
八木ちあき 『涙のむこうにラブゴール』 講談社〈講談社コミックスなかよし〉、全1巻
- 1巻、1986年3月6日発行、ISBN 4-06-178530-3